# 口渇

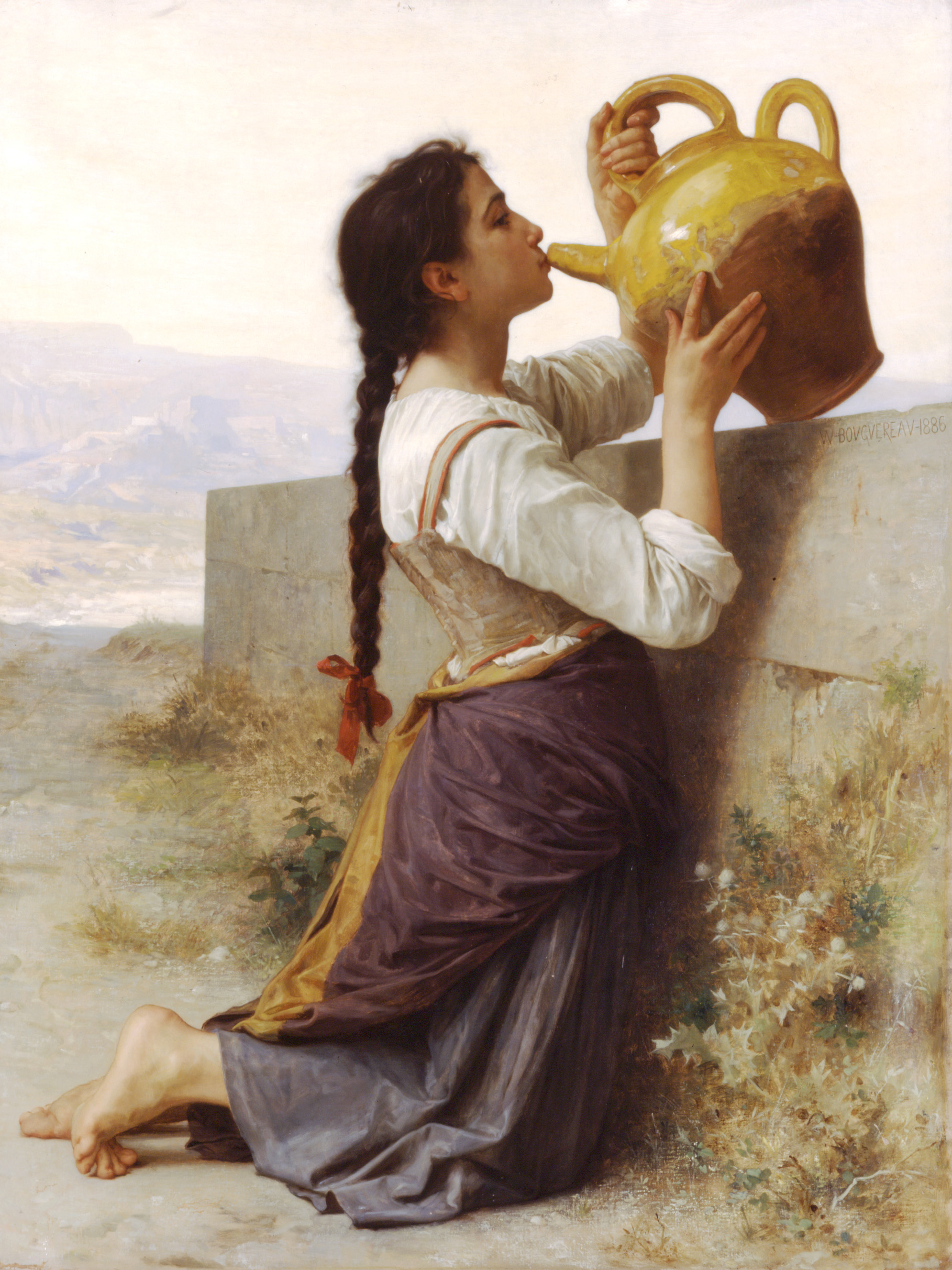
Thirst (1886), ウィリアム・アドルフ・ブグロー

口渇（こうかつ、英: Thirst）とは、飲用に適した液体への渇望であり、動物の基本的な本能である飲水に起因する。体液バランスに関わる重要なメカニズムである 。

## 概説
体液の不足、またはナトリウムなどの特定の浸透圧物質濃度の増加によって発生する。体内の水分量が特定の閾値を下回るか、浸透圧濃度が高くなりすぎると、脳内の構造が血液成分の変化を検出し、喉の渇きを知らせる。
継続的な脱水は急性および慢性疾患を引き起こす可能性があるが、しかしほとんどの場合、それは腎臓および神経障害に関連するものである。多飲症と呼ばれる過剰な口渇と、多尿症として知られる過剰な排尿は、真性糖尿病または尿崩症の徴候である可能性がある。
人体には、体積減少や浸透圧濃度の増加を検出する、受容体やその他のシステムがある。「細胞外の渇き」と「細胞内の渇き」の識別情報もあり、細胞外の渇きは体積の減少によって生じる口渇であり、細胞内の渇きは浸透圧濃度の増加によって生じる口渇である。